# Œil de réplication
 (novembre 2018).
Si vous disposez d'ouvrages ou d'articles de référence ou si vous connaissez des sites web de qualité traitant du thème abordé ici, merci de compléter l'article en donnant les références utiles à sa vérifiabilité et en les liant à la section « Notes et références ».
En biologie, le terme d'œil de réplication est utilisé pour désigner la forme représentée par la molécule d'ADN lors de sa réplication. Cette réplication se fait lorsque l'ADN est à l'état de chromatine, pendant la phase S de l’interphase.
On remarque que chacune des molécules d'ADN se réplique et donne deux nucléofilaments identiques, reliés au niveau du centromère. Cette réplication qui conserve un brin de la molécule d'ADN initiale dans chacune des molécules d'ADN fille est dite semi-conservative. On parle alors de chromosome constitué de deux chromatides. Pour plus de détails, consultez l'interphase.